# Kill Bill
Kill Bill is een Amerikaanse actiefilm in twee delen van filmregisseur Quentin Tarantino. Vol. 1 (deel 1) kwam in oktober 2003 uit, Vol. 2 (deel 2) volgde korte tijd later in april 2004. Beide delen zijn, net als de eerdere films van Tarantino, geproduceerd door Miramax Films. In 2011 kwam de samengevoegde film uit, Kill Bill: The Whole Bloody Affair. Deze ruim vier uur durende film omvat deel een en deel twee.
De film vertelt het verhaal van de vendetta van "The Bride" (haar naam wordt in Vol. 1 nog niet prijsgegeven), een personage gecreëerd door Quentin Tarantino en hoofdrolspeelster Uma Thurman ten tijde van Pulp Fiction. Zij zijn de 'Q & U' uit de credits. Kill Bill put uit verschillende invloeden, waaronder de film Lady Snowblood. Grote lijnen van de plot en een nummer zijn uit deze film afkomstig.
De film is in tien hoofdstukken verdeeld, vijf hoofdstukken per deel. Deze verdeling leverde twee films van uiteenlopende tijdsduur op. Quentin Tarantino gaf later zelf aan dat hij Kill Bill als één enkele film ziet en oorspronkelijk was de film door hem ook als één film bedoeld. Producent Harvey Weinstein die erom bekend stond dat hij films liet inkorten stelde dat ook deze film veel te lang zou worden. Het inkorten zou echter betekenen dat vele typerende en goede scènes weggelaten zouden worden. Weinstein besloot dat de film dan maar in tweeën geknipt moest worden. Op deze manier kon er ook meer aan verdiend worden.

## Verhaal - Deel 1
Een vrouw in een trouwjurk, de Bruid, ligt gewond in een kapel in El Paso, Texas, nadat ze werd aangevallen door de Deadly Viper Assassination Squad. Ze vertelt hun leider, Bill, dat ze zwanger is van zijn baby net voordat hij haar in het hoofd schiet.
Vier jaar later, na de aanval te hebben overleefd, gaat de Bruid naar het huis van Vernita Green, met het plan haar te vermoorden. Beide vrouwen waren lid van de Deadly Vipers, die sindsdien is ontbonden. Vernita leidt nu een normaal gezinsleven in de voorsteden. Ze voeren een mesgevecht, maar worden onderbroken door de komst van Vernita's jonge dochter, Nikki. De Bruid stemt ermee in om Vernita 's nachts te ontmoeten om de zaak te regelen, maar wanneer Vernita de Bruid probeert te verrassen met een pistool verborgen in een doos met ontbijtgranen, gooit de Bruid een mes in Vernita's borst en doodt haar. Nikki is getuige van de moord, en de Bruid erkent dat Nikki ooit haar eigen wraak zal zoeken voor de dood van haar moeder.
Vier jaar eerder onderzoekt de politie het bloedbad in de trouwkapel. De sheriff ontdekt dat de bruid leeft, maar in coma is. In het ziekenhuis bereidt Deadly Viper Elle Driver zich voor om de bruid te vermoorden via een dodelijke injectie, maar Bill breekt de missie op het laatste moment af, omdat hij het oneervol acht om de Bruid te doden als ze zichzelf niet kan verdedigen.
De bruid ontwaakt na vier jaar uit haar coma en ontdekt tot haar schrik dat ze niet langer zwanger is. Ze vermoordt een man die haar probeert te verkrachten en Buck, een ziekenhuismedewerker die haar lichaam heeft verkocht terwijl ze in coma lag. Ze steelt de wagen van Buck en leert zichzelf weer lopen.
De Bruid besluit Bill en de andere Deadly Vipers te doden en kiest haar eerste doelwit: O-Ren Ishii, nu de leider van de Yakuza in Tokio. O-Rens ouders werden vermoord door de Yakuza toen ze nog een kind was. Ze nam wraak op de Yakuza-baas en verving hem na een training als elite-huurmoordenaar. De Bruid reist naar Okinawa, Japan, om een zwaard te bemachtigen van de legendarische zwaardsmid Hattori Hanzō, die heeft gezworen nooit meer een zwaard te smeden. Nadat hij heeft vernomen dat haar doelwit Bill is, zijn voormalige student, geeft hij toe en maakt hij zijn mooiste zwaard voor haar.
In een restaurant in Tokio, het House of Blue Leaves, verslaat de Bruid O-Rens eliteteam van vechters, de Crazy 88 onder leiding van Johnny Mo, en haar persoonlijke bodyguard, het schoolmeisje Gogo Yubari. De Bruid en O-Ren duelleren in de Japanse tuin van het restaurant. De Bruid krijgt de overhand en snijdt de scalp van O-Rens hoofd af met een zwaardslag. Ze martelt Sofie Fatale, de assistente van O-Ren, voor informatie over Bill en laat haar in leven als een bedreiging. Bill vraagt Sofie of de Bruid er zich bewust van is dat haar dochter nog leeft.

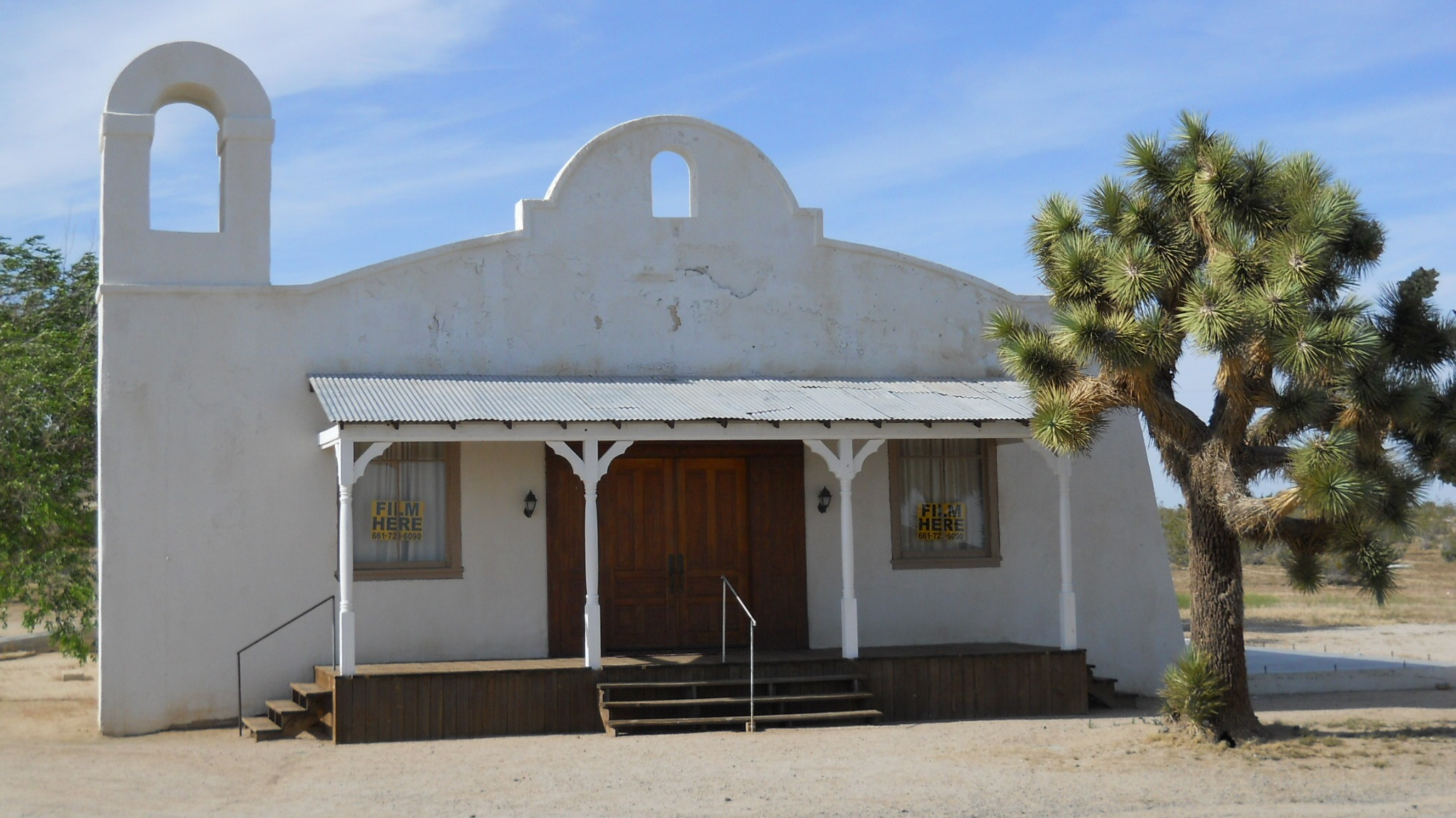
De bekende kerk van Kill Bill.

## Verhaal - Deel 2
De zwangere Bruid en haar bruidegom repeteren hun huwelijk. Bill, de voormalige minnaar van de Bruid, de vader van haar kind en de leider van de Deadly Viper Assassination Squad, arriveert onverwachts en geeft de Deadly Vipers de opdracht iedereen op de bruiloft te vermoorden. Bill schiet de Bruid in het hoofd, maar ze overleeft en zweert wraak.
Vier jaar later heeft de bruid Deadly Vipers O-Ren Ishii en Vernita Green vermoord. Ze gaat naar de trailer van Bills broer en Deadly Viper Budd, met de bedoeling hem in een hinderlaag te lokken. Budd is door Bill gewaarschuwd. Hij verlamt haar met een niet-dodelijke shotgun-explosie van steenzout en drogeert haar. Hij belt Elle Driver, een andere voormalige Deadly Viper, en regelt om haar het unieke zwaard van de Bruid te verkopen voor 1 miljoen dollar. Hij sluit de Bruid op in een kist en begraaft haar levend.
Jaren eerder vertelt Bill de jonge Bruid over de legendarische vechtsportmeester Pai Mei en zijn "Five Point Palm Exploding Heart Technique", een dodelijke techniek die Mei weigert zijn studenten aan te leren. De techniek doodt elke tegenstander nadat ze vijf stappen hebben genomen. Bill neemt de Bruid mee naar de tempel van Mei voor haar training. Mei maakt haar belachelijk en maakt haar training tot een kwelling, maar ze wint zijn respect. In het heden gebruikt de Bruid Meis technieken om uit de kist te breken en zich een weg naar de oppervlakte te klauwen.
Elle komt aan bij Budds trailer en doodt hem met een zwarte mamba die verstopt zit in de koffer met geld. Ze belt Bill en vertelt hem dat de Bruid Budd heeft vermoord en dat zij zelf de Bruid heeft vermoord, waarbij ze de echte naam van de Bruid gebruikt: Beatrix Kiddo. Terwijl Elle de trailer verlaat, valt Beatrix haar aan en vechten ze. Elle, die ook les kreeg van Mei, beschimpt Beatrix door te onthullen dat ze Mei heeft vermoord door hem te vergiftigen als vergelding voor het uittrekken van haar oog. Een woedende Beatrix plukt Elles overgebleven oog uit en laat haar schreeuwend achter in de trailer, samen met de zwarte mamba.
In Ciudad Acuña, Mexico, ontmoet Beatrix de gepensioneerde pooier Esteban Vihaio, die haar helpt Bill te vinden. Ze volgt hem naar een hotel en ontdekt dat hun dochter B.B., nu vier jaar oud, nog steeds leeft en de avond met hen doorbrengt. Nadat ze B.B. in bed heeft gelegd, schiet Bill Beatrix neer met een pijl met waarheidsserum en ondervraagt haar. Ze vertelt over een missie waarin ze ontdekte dat ze zwanger was en legt uit dat ze de Deadly Vipers heeft verlaten om B.B. een beter leven te geven. Bill legt uit dat hij aannam dat ze dood was. Hij beval haar moord toen hij ontdekte dat ze nog leefde en verloofd was met een "eikel" waarvan hij aannam dat het de vader van haar kind was. Beatrix schakelt Bill uit en gebruikt de Five Point Palm Exploding Heart-techniek op hem. Verbaasd dat Mei haar de techniek heeft geleerd, sluit Bill vrede met haar, zet vijf stappen en sterft. Beatrix vertrekt met B.B. om een nieuw leven te beginnen.

## Rolverdeling
| Acteur              | Rol                                            | Alias                     |
| ------------------- | ---------------------------------------------- | ------------------------- |
| Uma Thurman         | Beatrix Kiddo                                  | de Bruid, Black Mamba     |
| David Carradine     | Bill                                           | Snake Charmer             |
| Vivica A. Fox       | Vernita Green                                  | Copperhead                |
| Lucy Liu            | O-Ren Ishii                                    | Cottonmouth               |
| Michael Madsen      | Budd                                           | Sidewinder                |
| Daryl Hannah        | Elle Driver                                    | California Mountain Snake |
| Sonny Chiba         | Hattori Hanzō                                  |                           |
| Chiaki Kuriyama     | Gogo Yubari                                    |                           |
| Julie Dreyfus       | Sofie Fatale                                   |                           |
| Gordon Liu          | Johnny Mo (Vol. 1) & Pai Mei (Vol. 2)          |                           |
| Michael Parks       | Earl McGraw (Vol. 1) & Esteban Vihaio (Vol. 2) |                           |
| Perla Haney-Jardine | B.B. Kiddo (Vol. 2)                            |                           |
| Helen Kim           | Karen Kim (Vol. 2)                             |                           |
| Michael Bowen       | Buck (Vol. 1)                                  |                           |
| James Parks         | Edgar McGraw (Vol. 1)                          |                           |
| Kenji Ohba          | Shiro (Vol. 1)                                 |                           |
| Sakichi Sato        | "Charlie Brown" (Vol. 1)                       |                           |
| Yuki Kazamatsuri    | Eigenares House of Blue Leaves (Vol. 1)        |                           |
| Ambrosia Kelley     | Nikki Bell (Vol. 1)                            |                           |
| Bo Svenson          | Eerwaarde Harmony (Vol. 2)                     |                           |
| Jeannie Epper       | Mrs. Harmony (Vol. 2)                          |                           |
| Chris Nelson        | Tommy Plympton (Vol. 2)                        |                           |
| Samuel L. Jackson   | Rufus (Vol. 2)                                 |                           |
| Larry Bishop        | Larry Gomez (Vol. 2)                           |                           |
| Sid Haig            | Jay (Vol. 2)                                   |                           |

## Personages
- Beatrix Kiddo / de Bruid / Black Mamba / Mommy – De hoofdpersoon in het verhaal. Beatrix was lange tijd lid van een elitegroep moordenaars, de Deadly Viper Assassination Squad, met de codenaam Black Mamba. Omwille van haar nog ongeboren baby besluit ze de Deadly Vipers te verlaten, waarna ze al snel gaat trouwen. Dit komt haar duur te staan, doordat haar minnaar, bendeleider Bill, en de Deadly Vipers wraak willen. Iedereen op haar bruiloft wordt vermoord en Bill schiet Beatrix een kogel door het hoofd, die haar in coma brengt. Als Beatrix hier vier jaar later uit ontwaakt, wil ze wraak op de Deadly Vipers en Bill. Ze gaat op pad om alle Deadly Vipers te vermoorden en slaagt hierin (behalve bij Budd en Elle) en gaat vervolgens naar Bill. Het blijkt dat haar baby, die ze dood waande nadat ze uit haar coma ontwaakte, nog in leven is en opgevoed wordt door Bill. Ondanks dit wil Beatrix toch wraak op Bill en ze vermoordt hem door de Five Finger Palm Exploding Heart Technique op hem toe te passen. Ze zet haar leven voort samen met haar dochtertje.
- Bill / Snake Charmer – De aanvoerder van de Deadly Viper Assassination Squad (codenaam: Snake Charmer). Bill heeft met twee van de leden, Beatrix en Elle, een affaire. Als Beatrix verdwijnt en Bill erachter komt dat ze nog leeft en gaat trouwen, wil hij wraak. Door zijn gruwelijke wraakactie raakt Beatrix in een vier jaar durende coma. Als haar kind tijdens die coma geboren wordt, ontfermt Bill zich hierover. Als Beatrix ontwaakt, wordt Bill haar voornaamste wraakdoel. Als Beatrix bij hem komt, wordt ze geconfronteerd met het feit dat haar dochtertje nog leeft en bij Bill is. Bill en Beatrix bepraten het gebeurde en Bill betuigt zijn spijt. Ten slotte vechten Bill en Beatrix tegen elkaar. Beatrix gebruikt een zeer dodelijke vechttechniek tegen hem, waardoor Bill nog vijf stappen kan zetten, alvorens te sterven. Na een ontroerend afscheid loopt Bill zijn vijf stappen om vervolgens dood neer te vallen.
- O-Ren Ishii / Cottonmouth – Een van de Deadly Vipers (codenaam: Cottonmouth), die al op jonge leeftijd een moordenares werd. Als negenjarige zag zij hoe haar ouders vermoord werden in opdracht van een Japanse Yakuza-baas. Toen zij deze man twee jaar later vermoordde, kreeg ze de smaak van het moorden te pakken. O-Ren is een scherpschutter, maar ook uiterst bedreven in de samoeraivechtkunst. Nadat de Deadly Viper Assassination Squad ontbonden wordt, keert O-Ren terug naar Japan, waar ze, ondanks haar Japans-Amerikaanse afkomst, al snel de onderwereld regeert. O-Ren nam deel aan Bills wraakactie en is daarom het eerste doelwit van Beatrix als deze uit haar coma ontwaakt. Beatrix moet het opnemen tegen O-Rens persoonlijke leger, de Crazy 88, en haar moordlustige bodyguard Gogo Yubari, voor ze bij O-Ren komt. In een Japanse tuin raken O-Ren en Beatrix in een zwaardgevecht, waarbij Beatrix haar uiteindelijk vermoordt.
- Elle Driver / California Mountain Snake – Een van de Deadly Vipers (codenaam: California Mountain Snake) en een minnares van Bill. Net als Bill en Beatrix werd zij getraind door kungfumeester Pai Mei. Elle was zo respectloos tegenover hem, dat hij haar rechteroog weggriste. Sindsdien draagt Elle een ooglapje op deze plek. Elle nam wraak op Pai Mei door zijn eten te vergiftigen en hem zo te vermoorden. Elle en Beatrix hebben een hekel aan elkaar, waardoor Elle haar het liefste meteen wil vermoorden als ze in coma ligt. Bill overtuigt haar ervan dit niet te doen. Als Budd Beatrix gevangenneemt en haar zwaard (gemaakt door Hattori Hanzo, de beste wapensmid ter wereld) vindt, maakt Elle een deal met hem. Als Budd Beatrix pijnlijk laat sterven en het zwaard aan haar geeft, krijgt Budd een miljoen dollar. Elle stopt een giftige slang, de Black Mamba (Beatrix' codenaam), in de koffer met geld, die Budd bijt en doodt. Als Elle Budds caravan met het zwaard en het geld wil verlaten, wordt ze aangevallen door Beatrix, die dood gewaand werd. Elle en Beatrix raken in gevecht. In eerste instantie wil Beatrix haar snel vermoorden, maar als Elle onthult wat ze met Pai Mei heeft gedaan, besluit Beatrix haar te laten lijden. Ze grist Elles overgebleven oog eruit en laat haar blind achter in Budds caravan, met de Black Mamba. Of Elle sterft wordt in het midden gelaten.
- Pai Mei - Een extreem oude en onoverwinnelijke vechtkunstenaar. Hij stoomt Beatrix klaar voor het echte vechtwerk. Pai Mei is een historisch figuur en was in werkelijkheid een legendarische Shaolinmonnik die waarschijnlijk in de 17e eeuw geleefd heeft. Wie hij precies was is niet duidelijk maar hij staat bekend als iemand die zijn eigen klooster verraden heeft. Zijn naam betekent "Witte wenkbrauwen". In de film wordt een anekdote over hem verteld en hierin wordt gesteld dat hij zelfs nog veel ouder is. De acteur die hem speelde (Gordon Liu) speelt overigens een dubbelrol want in deel 1 is hij de aanvoerder van de Crazy 88.
- Budd / Sidewinder – Een van de Deadly Vipers (codenaam: Sidewinder) en Bills jongere broer. Als de Deadly Viper Assassination Squad opgeheven wordt, wordt Budd een arme alcoholist die afgelegen in een caravan woont. Voor de kost werkt Budd in een latenightbar. Budd is het derde doelwit van de wraakzuchtige Beatrix en wordt door Bill gewaarschuwd. Maar omdat de broers ruzie hebben, weigert Budd Bills hulp. Als Beatrix Budd vindt en hem wil aanvallen, verwacht hij haar echter. Budd schiet haar neer met een geweer gevuld met halietpatronen. Vervolgens geeft Budd haar een verdovende injectie. Budd maakt een deal met Deadly Viper Elle Driver. In ruil voor een miljoen dollar geeft Budd haar Beatrix' zwaard en moet hij haar, zoals Elle het wil, "haar tot haar laatste adem laten lijden". Budd begraaft Beatrix levend (een Texaanse begrafenis), maar geeft haar wel een zaklamp mee. Beatrix weet hierdoor uit het graf te ontsnappen. Budd krijgt het geld van Elle, maar als hij de koffer openmaakt waarin het geld zit, blijkt er ook een giftige slang in te zitten die hem bijt. Budd overlijdt aan de slangenbeten.
- Vernita Green / Copperhead – Een van de Deadly Vipers (codenaam: Copperhead). Nadat de Deadly Viper Assassination Squad opgeheven wordt, geeft ze haar leven als moordenares op. Ze trouwt al snel en krijgt een dochtertje, Nikki. Vier jaar later komt Beatrix naar haar toe om wraak te nemen. Als de vrouwen elkaar herkennen, raken ze in gevecht in Vernita's huis. Beatrix en Vernita besluiten dit gevecht te staken als Nikki van school thuis komt, omdat Beatrix haar niet wil vermoorden voor Nikki's ogen. Vernita stuurt Nikki naar boven. Hoewel Vernita haar verontschuldigingen aanbiedt aan Beatrix en om genade vraagt, wil Beatrix het gevecht 's nachts voortzetten. Hoewel Vernita dit lijkt te accepteren, probeert ze Beatrix toch nog dood te schieten met een pistool verborgen in een doos met ontbijtgranen (Kaboom). Ze mist echter, en Beatrix gooit een vleesmes in Vernita's hart uit zelfverdediging. Vernita sterft, voor de ogen van Nikki, die naar beneden gekomen is. Dit was niet Beatrix' bedoeling. Beatrix biedt Nikki aan om wraak te nemen als ze volwassen is en verlaat vervolgens Vernita's huis.
- Sofie Fatale – O-Ren Ishii's rechterhand van Japans/Franse afkomst. Sofie is ook een handlangster van Bill, maar zat niet bij de Deadly Vipers. Wel was ze aanwezig bij Bills wraakactie. Als Beatrix O-Ren wil vermoorden, gijzelt ze Sofie en hakt haar vervolgens een arm af. Sofie ligt ernstig gewond op de grond tijdens de gevechten die zich vervolgens afspelen in een Japans restaurant. Als O-Ren dood is, vraagt ze Sofie naar de namen van de overige Deadly Vipers. Omdat Sofie dit eerst niet wil zeggen, hakt Beatrix ook haar andere arm eraf, waarna Sofie het wel vertelt. Later vertelt Sofie alles aan Bill. Bill neemt haar haar verraad niet kwalijk, maar vraagt Sofie of Beatrix weet dat haar kind nog leeft.
- Gogo Yubari – De zeventienjarige bodyguard van O-Ren Ishii. Net als O-Ren sloeg Gogo al jong aan het moorden en haar reputatie is dan ook ijzingwekkend. Ook Gogo levert een gevecht met Beatrix, om O-Ren te beschermen ondanks dat Beatrix haar om haar jonge leeftijd aanbiedt weg te gaan. Gogo slaagt er bijna in Beatrix te vermoorden, maar Beatrix gebruikt de resten van een kapotte stoel (met uitstekende spijkers) om Gogo te vermoorden.
- Johnny Mo – Het hoofd van O-Ren Ishii's persoonlijke leger, genaamd de Crazy 88
- Hattori Hanzō – De beste wapensmid ter wereld. Hanzō stopt echter met het maken van zwaarden, omdat hij niet langer voorwerpen wil maken die mensen kunnen doden, en begint een sushibar. Beatrix weet hem jaren later te overtuigen een laatste zwaard te maken, door Bills naam te noemen. Ooit was Bill een student van Hanzō. Hanzō is echter zeer teleurgesteld om Bills acties en besluit daarom Beatrix te helpen. Hanzō noemt dit zwaard zijn beste zwaard ooit. Slechts weinig mensen bezitten een Hanzō-zwaard. Bekende bezitters van Hanzō-zwaarden zijn Beatrix, Bill en Budd (Budd loog dat hij het zwaard verpatst had: hij hield het achter in zijn caravan).

## Trivia
- De "Pussy Wagon", de pick-up uit het eerste deel, werd in 2010 gebruikt in de videoclip Telephone van Lady Gaga.
- In deel 1 tijdens de motorrijscène rijdt The Bride op een gele motor de 2nd Street Tunnel in Los Angeles in. Dit terwijl deze scène zich in Tokio afspeelt. Deze tunnel is vaker in films te zien en wordt betiteld als The most recognizable city landmark most Americans have never heard of. Dit is een knipoog naar de oplettende kijker waardoor deze ziet dat de film helemaal niet in Japan is opgenomen.
- Tijdens de openingstitels van Kill Bill: Vol. 1 is het indringende Bang Bang (My Baby Shot Me Down), gezongen door Nancy Sinatra, te horen.
- Jarenlang waren er geruchten over een derde film in de reeks, iets wat Tarantino als een optie aanzag. Doch hij besloot om te stoppen als filmmaker waardoor het project geschrapt werd.[3]